# Maximilian Salzmann
Maximilian Salzmann (* 9. Dezember 1862 in Wien; † 17. April 1954 in Graz) war ein österreichischer Augenarzt und Hochschullehrer.

## Leben
Der gebürtige Wiener Maximilian Salzmann widmete sich nach abgelegter Matura am humanistischen Gymnasium dem Studium der Medizin an der Universität Wien, das er 1887 mit dem Erwerb des akademischen Grades eines Dr. med. abschloss. Im Folgejahr trat er eine Assistentenstelle an der Wiener Augenklinik unter Ernst Fuchs an, dort habilitierte er sich 1895 als Privatdozent für das Fach Augenheilkunde.
Der 1906 zum außerordentlichen Professor ernannte Salzmann übernahm 1911 als Ordinarius die Lehrkanzel für Augenheilkunde der Universität Graz, die er bis zum Jahre 1934 innehielt, als er mit dem Erreichen der Altersgrenze in den Ruhestand verabschiedet wurde.
Im Jahr 1942 erhielt er die Goethe-Medaille für Kunst und Wissenschaft.

## Schriften
- Durchschnitt durch das menschliche Auge, Kern, Breslau, 1899
- Die Zonula ciliaris und ihr Verhältnis zur Umgebung: Eine anatomische Studie, F. Deuticke, Leipzig, Wien, 1900
- Anatomie und Histologie des menschlichen Augapfels im Normalzustande: seine Entwicklung und sein Altern, F. Deuticke, Leipzig, Wien, 1912
- Glaukom und Netzhautzirkulation : (Aus d. Universitäts Augenklinik in Graz), Karger, Berlin, 1933